# Mohnöl

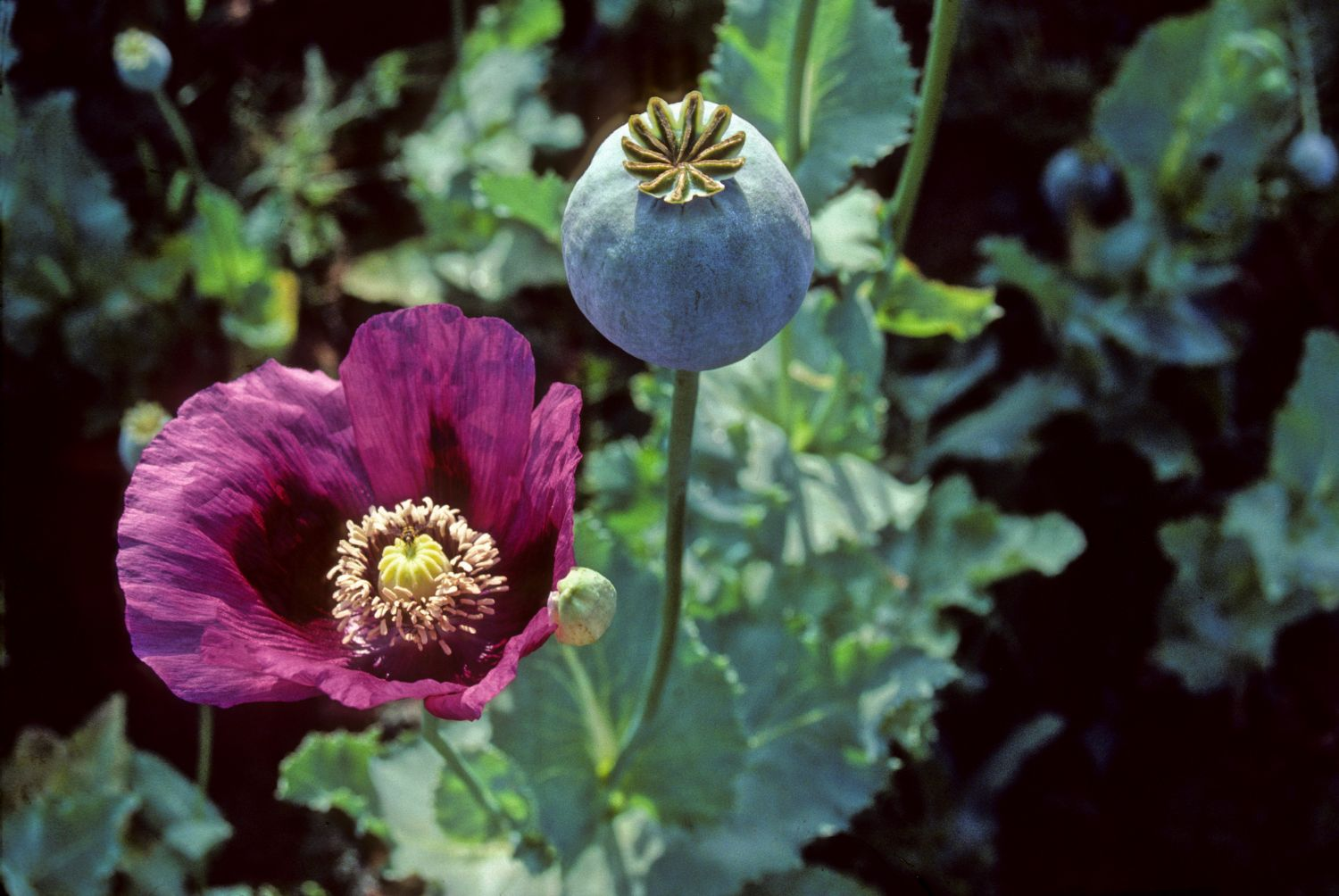
Schlafmohn (Papaver somniferum)

Mohnöl, auch Mohnsamenöl, ist ein Pflanzenöl das aus den kleinen Samen des Schlafmohns gewonnen wird. Die europäischen Sorten werden aus blauen oder grauen Samen gewonnen. Die anderen Sorten stammen von weißen, braunen oder schwarzen Samen. Das Öl wird überwiegend durch Kaltpressung gewonnen.
Es ist farblos bis blassgelb (weißes Mohnöl), beinahe geruchlos mit angenehmem Geschmack. Heißgepresstes Öl ist goldgelb (rotes Mohnöl).
Auch von Klatschmohnsamen kann ein Öl gewonnen werden, welches ähnliche Eigenschaften aufweist.
Die Ausbeute beträgt zwischen 30 und 40 Prozent. Das Öl wird auch in relativ geringen Mengen in Österreich, dort vor allem im Waldviertel, produziert und ist ein relativ teures, wiederentdecktes Nischenprodukt. In Frankreich wird es „huile blanche“, weißes Öl genannt, im englischen heißt es „poppy seed oil“.
Der Mohnanbau im Waldviertel hat eine lange Tradition, die bis in das Mittelalter zurückreicht. Damals kultivierten Mönche Mohn zur Herstellung von Medikamenten gegen Schmerzen und Schlaflosigkeit und nutzten das Mohnöl als Lampenöl. Weiterhin wurde Mohnöl verwendet, um Ölpapier herzustellen.
Das Öl zählt zu den halb-trocknenden Ölen und ist daher langsamer trocknend als das Leinöl, es eignet sich deshalb bedingt auch als Grundstoff zur Herstellung von Malerfarben für die Ölmalerei.
Die Triglyceride im Öl der Mohnsamen weisen einen besonders hohen Anteil an dem Omega-6-Fettsäure-Rest auf, der sich von der Linolsäure ableitet. Wegen seines intensiven nussigen Eigengeschmacks wird es heute als Speiseöl hauptsächlich für Salate und Kaltgerichte verwendet. Da es nicht über 170 Grad erhitzt werden soll, ist es zum Braten und Backen nur bedingt geeignet.
Weiterhin findet Mohnöl Verwendung in Medizinprodukten und Kosmetika.